# A felejtés bére
A felejtés bére (eredeti cím: Paycheck) 2003-ban bemutatott amerikai sci-fi John Woo rendezésében. A forgatókönyv alapjául Philip K. Dick Fizetség című novellája szolgált, a film azonban több ponton eltér az eredeti műtől. A főbb szerepekben Ben Affleck, Uma Thurman és Aaron Eckhart látható.

## Cselekmény
|  | Alább a cselekmény részletei következnek! |

Michael Jennings egy különleges mérnök, aki arra specializálódott, hogy a megbízó cégének riválisaitól vett technológiákat továbbfejleszti, és adja el. Minden feltalált találmány után törölteti a memóriájából azt az időt, amelyet a gép felfedezésére fordított. A törlés során csak azokat az emlékeit törlik ki, amiket szükséges. Állandó partnere és barátja Shorty.
Jenningst barátja, a multimilliomos cégtulajdonos, James Rethrick bízza meg egy hároméves munkával, melyet a mérnök vonakodva, de elfogad. Cserébe impozáns fizetséget kap. A munkával eltöltött ideje alatt megismerkedik a biológus Dr. Rachel Porterrel, akivel egymásba szeretnek. Három évvel később, 2007-ben fejezi be a munkát, és esik át a memóriatörlésen.
Mikor venné át a munkájáért járó csekket, csak egy borítékot adnak át neki, melyben csupa hétköznapi tárgyakat talál a pénz helyett. Rövid időn belül az FBI emberei fogják el, és kapcsolatba hozzák vele volt munkatársa, a fizikus William Dekker halálát. Jennings elmenekül az egyik tárgy (a cigaretta) segítségével, és igyekszik kitalálni, vajon miért mondott le a pénzről a tárgyakért cserébe.
Rethrick fülébe jut, hogy mérnöke elmenekült az FBI elől, így saját embereit küldi rá Jenningsre. Jennings felveszi a kapcsolatot Shorty-val, akivel arra gyanakodnak, hogy a mérnök valahogy „megjósolja” a jövőt. Találkozik Porter doktornővel egy étteremben, együtt pedig kiderítik, hogy Jennings egy olyan gépet épített, mellyel megjósolható a jövő. A jövő megjóslásával az Allcom Vállalat megjósolta a világ valamennyi politikai döntését, melynek az eredménye egy nukleáris háború lett. Hogy Jennings ezt megakadályozza, lezárta a gépet, hogy Rethrick ne férhessen hozzá. Porter és a mérnök elhatározzák, hogy megsemmisítik a gépet.
Jenningsnek látomása támad, melyben eltalálja egy mesterlövész. A vállalat épületében megküzd egykori barátjával, aki fölé kerekedik. A gépet működésbe hozzák, de az megsemmisül. A mesterlövész végül nem őt, hanem Rethricket találja el, Jennings pedig elmenekül barátnője társaságában.
Porter üvegházában Jennings megtalálja a nyertes lottószelvényt, melyet korábban elrejtett a papagájok kalitkája alá, így jutva hozzá 90 millió dollárhoz.

## Szereplők
| Szerep              | Színész             | Magyar hang   |
| ------------------- | ------------------- | ------------- |
| Michael Jennings    | Ben Affleck         | Széles Tamás  |
| James Rethrick      | Aaron Eckhart       | Csankó Zoltán |
| Dr. Rachel Porter   | Uma Thurman         | Für Anikó     |
| Shorty              | Paul Giamatti       | Háda János    |
| John Wolfe          | Colm Feore          | Forgács Gábor |
| Dodge ügynök        | Joe Morton          | Áron László   |
| Klein ügynök        | Michael C. Hall     | Megyeri János |
| Brown főállamügyész | Peter Friedman      | Koroknay Géza |
| Rita Dunne          | Kathryn Morris      | Braun Rita    |
| Maya-Rachel         | Ivana Milicevic     | Árkosi Kati   |
| Stevens             | Christopher Kennedy |               |
| Fuman ügynök        | Fulvio Cecere       |               |
| Mitchell ügynök     | John Cassini        |               |
| Jude, őr            | Callum Keith Rennie |               |

## A film fogadtatása
A filmet a kritikusok többsége negatívan fogadta. A Rotten Tomatoes-on 152 kritikus véleménye alapján 28%-os eredményt ért el, a Metacritic pedig 43%-ra értékelte 34 kritikus véleménye alapján. Ben Affleck Arany Málna díjat nyert a legrosszabb színész kategóriában.